# Championnats du monde de tennis de table 1995
Navigation
Édition précédente Édition suivante
Les championnats du monde de tennis de table 1995, quarante-troisième édition des championnats du monde de tennis de table, ont lieu du 1er au 11 mai 1995 à Tianjin, en République populaire de Chine.

## Résultats individuels et en doubles
La finale messieurs a vu la victoire de Kong Linghui sur Liu Guoliang. Chez les dames c'était le 2e titre pour Deng Yaping. En double messieurs les chinois Wang Tao et Lü Lin se sont imposés face à la paire Vladimir Samsonov/Zoran Primorac, les français Damien Éloi et Jean-Philippe Gatien étant demi-finalistes.
| Épreuves         | Or                    | Argent                           | Bronze                           |
| ---------------- | --------------------- | -------------------------------- | -------------------------------- |
| Simple messieurs | Kong Linghui          | Liu Guoliang                     | Ding Song                        |
| Simple messieurs | Kong Linghui          | Liu Guoliang                     | Wang Tao                         |
| Simple dames     | Deng Yaping           | Qiao Hong                        | Liu Wei                          |
| Simple dames     | Deng Yaping           | Qiao Hong                        | Qiao Yunping                     |
| Double messieurs | Lü Lin Wang Tao       | Zoran Primorac Vladimir Samsonov | Lin Zhigang Liu Guoliang         |
| Double messieurs | Lü Lin Wang Tao       | Zoran Primorac Vladimir Samsonov | Damien Éloi Jean-Philippe Gatien |
| Double dames     | Deng Yaping Qiao Hong | Liu Wei Qiao Yunping             | Wang Chen Wu Na                  |
| Double dames     | Deng Yaping Qiao Hong | Liu Wei Qiao Yunping             | Csilla Bátorfi Krisztina Tóth    |
| Double mixte     | Wang Tao Liu Wei      | Kong Linghui Deng Yaping         | Lee Chul-seung Ryu Ji-hae        |
| Double mixte     | Wang Tao Liu Wei      | Kong Linghui Deng Yaping         | Erik Lindh Marie Svensson        |

## Résultats par équipes
| Épreuves  | Or                                                                   | Argent                                                                                   | Bronze                                                                                   |
| --------- | -------------------------------------------------------------------- | ---------------------------------------------------------------------------------------- | ---------------------------------------------------------------------------------------- |
| Messieurs | Chine- Ding Song - Kong Linghui - Liu Guoliang - Ma Wenge - Wang Tao | Suède- Mikael Appelgren - Peter Karlsson - Erik Lindh - Jörgen Persson - Jan-Ove Waldner | Corée du Sud- Kim Taek-soo - Yoo Nam-kyu - Chu Kyo-sung - Kim Bong-chul - Lee Chul-seung |
| Dames     | Chine- Deng Yaping - Qiao Hong - Qiao Yunping - Liu Wei              | Corée du Sud- Ryu Ji-hae - Kim Moo-kyo - Park Hae-jung - Park Kyung-ae                   | Hong Kong- Chai Po Wa - Chan Tan Lui - Tong Wun - Wan Shuk Kwan                          |